# Comedy Kuren
Comedy Kuren er en tv-serie på 12 afsnit, der blev sendt på Kanal 5 i efteråret 2008. Serien omhandler Henrik Bruhn Kristensen, som med hjælp fra stand-up komikeren Anders Matthesen skal forberede et one-man show i Falconer Salen 12 måneder senere. Missionen går desuden ud på, at Henrik Bruhn, der er stærkt overvægtig ved seriens begyndelse, skal tabe sig 100 kg inden det endelige show. Undervejs skal han også desuden konfronteres med sin fortid, hvor han har snydt en række mennesker. I det endelige program laver han et one-man show om hele processen.